# استفان استودتراکر
استفان استودتراکر (انگلیسی: Stefan Studtrucker؛ زادهٔ ۲۵ نوامبر ۱۹۶۶) بازیکن فوتبال اهل آلمان است.
از باشگاه‌هایی که در آن بازی کرده‌است می‌توان به باشگاه فوتبال بوخوم و باشگاه فوتبال آرمینیا بیله‌فلد اشاره کرد.